# Масовий рух ліберійських жінок за мир

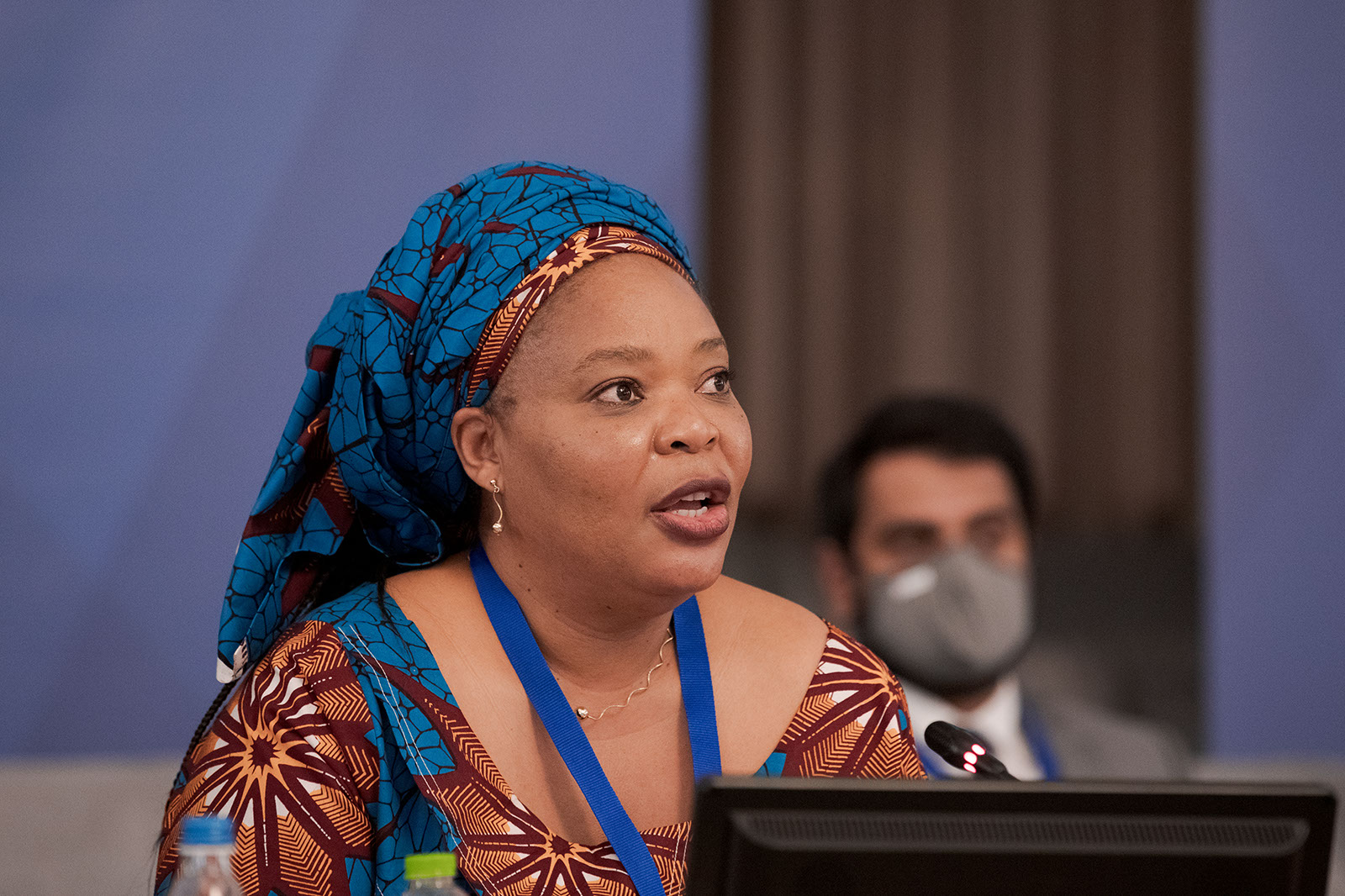
Лейма Ґбові, активістка руху Жінки Ліберії Масова акція за мир, лауреатка Нобелівської премії миру

Масовий рух ліберійських жінок за мир (Women of Liberia Mass Action for Peace)- громадський ненасильницький молитовний рух жінок за мир в Ліберії під час Другої громадянської війни, який спричинився до заключення перемир'я між ворогуючими сторонами і в подальшому - припиненню війни. Розпочався як масові молитовні зібрання жінок в Монровії 1 квітня 2003 року, в основному завершився у грудні 2003, але молитовні групи збиралися і в подальшому. Об'єднав як християнок, так і мусульманок. За мотивами подій у 2008 році створено документальний фільм "Pray the Devil Back to Hell" ("Молись, щоб диявол повернувся в пекло"). У 2011 році активістка руху Лейма Гбові  стала лауреаткою  Нобелівської премії миру.

## Причини виникнення руху
Починаючи з 1980 року Ліберія стала ареною військових переворотів та кривавих громадянських війн. Жертвами конфліктів стали сотні тисяч людей, тисячі зґвалтованих жінок, мільйони внутрішніх переселенців опинились за межею бідності, економіка була фактично зруйнована, відбулася мілітарізація суспільства, коли навіть  з дітей робили бойовиків, масово порушувались права людини. Друга громадянська війна розпочалась у першій половині 1999 року. Повстанці з руху LURD почали вторгнення з сусідньої Гвінеї з метою повалення режиму Чарлза Тейлора. Це привело до чергового загострення ситуації в країні та нових жертв. На початку 2000-х громадянські конфлікти продовжувалися вже більше 10-ти років і привели до загибелі близько 250 тисяч людей.

## Рух проти війни
У 2002 році соціальна працівниця Лейма Гбові (Leymah Gbowee), яка належала до Лютеранської церкви, вирішила створити молитовну групу з ліберійських жінок, які б молилися за мир і припинення війни. Її підтримала Комфорт Фрімен, також лютеранка. На їхній заклик відгукнулися сотні жінок, незважаючи на жорсткі обмеження прав людини і небезпеки, а в березні 2003 року мусульманка Асату Ба Кеннет (Asatu Bah Kenneth) проголосила про приєднання до руху жінок-мусульманок.
1 квітня 2003 року об'єднана група християнок і мусульманок влаштувала на рибному ринку Монровії свій перший протест. Це був перший випадок за всю історію Ліберії, коли християни та мусульмани об'єдналися. Подію висвітлювала на радіо журналістка Джанет Джонсон Брайант. До спільної молитви доєдналися не тільки мешканки Монровії, але й внутрішньо переміщенні жінки. Під час акцій учасниці одягали білий одяг і тримали в руках плакати з закликами до негайного миру. Протягом тижня на ринковій галявині зібралося понад 2500 жінок. Кортеж президента Чарлза Тейлора щодня проїздив повз ринок і бачив мітингуючих. Президент спробував розігнати натовп, потім пропонував гроші, але всі спроби припинити протест зазнали невдачі.
Одним з способів тиску на чоловіків був сексуальний страйк. Побачивши, що чоловіки були винуватцями насильства, ліберійські жінки відчули, що якщо вони будуть утримуватися від сексу, їхні партнери також будуть молитися за мир і підтримувати припинення війни.
11 квітня рух оприлюднив свою заяву. Утримуючись від політичних оцінок жінки проголосили, що їхньою метою є просто мир. Вони пройшли маршем через столицю Ліберії і вимагали зустрічі з президентом. В акції взяли участь понад 1000 жінок.
|  | У минулому ми мовчали, але після того, як нас убили, зґвалтували, знелюдили та заразили хворобами, і спостерігаючи за знищенням наших дітей і сімей, війна навчила нас, що майбутнє полягає в тому, щоб сказати НІ насильству і ТАК миру! Ми не поступимося, доки не запанує мир. |

23 квітня 2003 року жінки зустрілись з Тейлором. Поки Гбові на сцені вручала йому заяву, решта жінок сиділи в залі, тримаючись за руки та молячись. Після зустрічі Тейлор погодився, що візьме участь у мирних переговорах.
Тепер настала черга вплинути на повстанців. Жінки виїхали до місця зустрічі командирів повстанців — Фрітаун у Сьєрра-Леоне. Влаштувавши там сидячу акцію, учасниці привернули увагу ЗМІ. Після цього жінки зустрілися з лідерами LURD і MODEL і переконали їх взяти участь у мирних переговорах, які відбудуться в столиці Гани.
Для продовження тиску жінки зібрали гроші і відправили групу учасниць до м.Аккра у Гані, де проходили переговори ворогуючих сторін.
4 червня 2003 почалися переговори. Жінки окружили будівлю, де проходили переговори, молячись та тримаючи плакати. В той же час жінки в Монровії продовжували молитись на ринку, незважаючи на загострення насильства. В липні в Монровії розпочалися військові дії, мирні переговори продовжилися, хоча Тейлор втік до Ліберії. Жінки збільшили кількість протестуючих у Аккрі, які оточили будівлю і не відпускали делегатів, поки не буде досягнуто домовленостей.  Домінуючи в розмові, вони вимагали припинення війни та не дозволяли нікому залишити мирні переговори без резолюції. Після зустрічі з президентом Гани вони домовилися залишити будівлю але тільки в обмін на досягнення перемир'я.
4 серпня міжнародні миротворчі війська увійшли до Ліберії.11 серпня, Тейлор пішов у відставку з поста президента, його було вислано до Нігерії, було створено перехідний уряд, щоб розпочати процес проведення демократичних виборів. Після цього ліберійські жінки повернулися до своєї країни. Вони провели марш перемоги на вулицях Монровії. Сотні дітей йшли за жінками вулицями, вигукуючи: «Ми хочемо миру, ніякої війни!»
Активістки вирішили, що їм доведеться продовжувати брати участь, щоб забезпечити виконання мирної угоди перехідним урядом. У грудні 2003 року вони втрутилися, щоб допомогти роззброєнню повстанців; серед іншого вони представили радіозвернення, яке закликало колишніх учасників бойових дій зберігати спокій.

## Демократичні вибори
Хоча основна робота була зроблена, у період до 2005 року активістки допомагали уряду в проведенні демократичних виборів. Вони реєстрували виборців і облаштовували виборчі дільниці, що було важливим для волевиявлення більшої частини суспільства.
23 листопада 2005 року на виборах перемогла  Елен Джонсон Серліф, яка стала першою демократично обраною жінкою-головою країни у Ліберії та в  Африці.
Після виборів Ліберійські жінки за мир офіційно завершили свою масову акцію та завершили зібрання на рибному ринку. Їм вдалося покласти край громадянській війні у своїй країні та принести мир своїй нації, підтримавши демократичні вибори.

## Фільм
В 2008 році вийшов документальний фільм режисерки Джіні Ретікер  "Моліться, щоб диявол повернувся в пекло". Фільм отримав премію на фестивалі Трайбека.

## Інші країни
8 травня 2006 року у Гані був заснований рух The Women Peace and Security Network Africa (WIPSEN-Africa) - недержавна організація, спрямована на активізацію участі жінок в просуванні миру та захисту прав.
Схожий рух жінок за мир був організований у Кот'д'Івуар у відповідь на виникнення конфліктів 2010-2012 року. Рух був підтриманий Гбові.
У 2014 році в Ізраїлі було створено рух жінок за мир, який надихався прикладом ліберійських жінок. Активістки організували по всій країні перегляди фільму "Моліться, щоб диявол повернувся в пекло". У жовтні 2016 року тисячі жінок  провели 200-кілометровий марш з закликом до мирного співіснування ізраїльтян та палестинців. Підтримка акції пройшла у різних країнах світу - зокрема в Єгипті, Тунісі, Марокко, США, Мексиці, Японії, Великій Британії, Німеччині та Франції.

## Особливості руху
Причинами успіху жіночого руху вважають такі чинники - харизматичність, акцент на гендерній, соціальній ідентичності ( в ліберійському суспільстві поважається роль жінки як матері, сестри, дружини); відмова від політичних гасел - жінки принципово не підтримували жодну з сторін конфлікту, об'єднання жінок різних віросповідань у спільній молитві, зрозумілі конкретні вимоги миру заради суспільного блага без якої-небудь матеріальної зацікавленості.